# 舊學派嘻哈
舊學派嘻哈（英語：old-school hip-hop），原称为迪斯科说唱（disco-rap），通常是指嘻哈音樂自1979年誕生以來至1984年初這段時期的風格，而下一個時期是新学派嘻哈，它最早由Run-D.M.C.組合與1983年開創。在進入21世紀以後，舊學派的含義延伸到泛指所有1980年代的嘻哈音樂。因「Old School」一词在英语中本就有「老派」的意思，现在多引申为无电子音效，无自动调音（Auto-Tune），鼓点偏重，采样较为丰富的纯说唱（即无旋律说唱）。

## 歷史
舊學派嘻哈最早是從1970年代紐約的碎拍（breakbeat）DJ出現開始，包括「DJ Kool Herc」、「Grandmaster Flash」、「Afrika Bambaataa」等人將放克唱片中的間奏部份延長，創造出更適合跳舞的音樂。他們將只有打擊樂器的間奏部份延長，因此發展出更多混音和刮碟（scratching）的技巧，之後更造成混音歌曲（remix）的流行。
隨著嘻哈族群的擴張，表演者開始在音樂播放的時候說話，這就是最早的「MC」（饒舌者，或稱「emcee」）。表演者每次通常都會饒舌數個小時，包含一些即興的內容、簡單的四拍節奏，以及基本的疊句（chorus，或稱副歌）。在「Kool Herc & the Herculoids」這個由多名MC組成的團體出現後，這樣的MC團體開始在全美國出現並活躍。MC們在聲音和節奏性方面繼續發展，將關於性愛或其他「下流」（scatological）的歌詞與簡單的押韻結合。這些早期的饒舌也吸收了來自非裔美國族群的文化，例如一種稱為「the dozens」的口語文化。
舊學派嘻哈經常取樣自迪斯可、靈魂和放克音樂。然而，很快的舊式嘻哈開始大量使用電子鼓（drum machine）和流行的「間奏」樣本音樂。因延長間奏時間而發展出混音和刮碟的技巧。刮碟（scratching）是 Grandwizard Theodore 在1977年發明的，之後在一些DJ作品中被找到，例如Grandmaster Flash的《Adventures on the Wheels of Steel》（意為在鐵輪上的冒險）。隨後刮碟造成了嘻哈音樂中混音歌曲的流行。在1984年，馬爾雷·馬爾（Marley Marl）無意間在取樣機（sampler）中發現了電子鼓的響弦聲響（snare），這項發現在電子放克（electro）和之後的嘻哈音樂類型中是極為重要的。與新式嘻哈（new school hip hop）在押韻上不同，舊式嘻哈在押韻和語調的抑揚頓挫方面較為簡單。
在1984年後期，嘻哈音樂開始在Run-D.M.C.的影響下走入新學派時期，這個時期的嘻哈更加注重節奏與歌詞押韻，通常都擁有很強勁的鼓點